# Satchel Paige
Leroy Robert „Satchel“ Paige (* 7. Juli 1906 in Mobile, Alabama; † 8. Juni 1982 in Kansas City, Kansas) war ein US-amerikanischer Baseballspieler der Cleveland Indians, der St. Louis Browns und der Kansas City Athletics in der Major League Baseball (MLB) auf der Position des Pitchers. Er ist für seine außerordentlich lange und ereignisreiche Profikarriere bekannt, in der er wegen der Segregation als Schwarzer von den US-Profiligen ausgeschlossen war. Stattdessen spielte er in den Negro Leagues und in Lateinamerika, bis er im Alter von 42 Jahren endlich in der MLB debütieren durfte und mit den Indians die World Series von 1948 gewann. Trotz der relativen Abwesenheit von MLB-Auszeichnungen wurde Paige in die Baseball Hall of Fame gewählt, gilt als einer der besten Spieler der Baseballgeschichte und als Sinnbild stoischer Gelassenheit gegen Rassismus.

## Segregierte Jahre
Paige lebte in einem Zeitalter, als in den USA noch die Segregation herrschte, vor allem in südlichen Bundesstaaten wie Alabama. Er etablierte sich von der Jugend an in diversen Negro Leagues und machte als Teenager den Sprung nach Kuba und ging später in die Negro National League, die (schlecht bezahlte, aber qualitativ hochwertige) US-Profiliga für Schwarze. Dort etablierte sich Paige als bester NNL-Pitcher und womöglich bester Pitcher der Vereinigten Staaten. Als der junge Joe DiMaggio einmal gegen Paige antrat und in vier Durchgängen einen Hit notierte, war die spätere New-York-Yankees-Legende begeistert: „Ich hatte gegen Paige einen Hit erzielt und wusste nun, dass ich es schaffen könnte.“ Später warf Paige noch in der Dominikanischen Republik, in Mexiko und in Puerto Rico. Während des Zweiten Weltkrieges (wo wiederum Schwarze lange Zeit nicht als Soldaten akzeptiert wurden) engagierte sich Paige, um Geld für karitative Zwecke zu sammeln. Er war schon 42 Jahre alt, als Jackie Robinson der erste Schwarze in der MLB wurde. Wenig später folgte ihm Paige nach.

## MLB-Jahre
Zwei Tage nach seinem 42. Geburtstag machte Paige sein Debüt 1948 für die Cleveland Indians. Da Paige nie in der MLB gepitcht hatte, verfügte er über bestimmte (z. T. später verbotene) Wurftechniken, die man nie zuvor gesehen hatte und laut einem Sportjournalisten „nicht illegal waren, aber auch nicht völlig legal“. Paige etablierte sich als zuverlässiger Reservepitcher: er gewann sechs seiner sieben Spiele, hatte ein herausragendes Earned Run Average von 2.48 und war sogar in der Diskussion für den MLB Rookie of the Year Award (bester Neuling), obwohl sich die Liga mit dieser Auszeichnung an einen „Baseball-Opa“ lächerlich gemacht hätte. Die Indians schafften es in die World Series, und Paige gewann mit Cleveland die Meisterschaft. Nachdem das Jahr 1949 eher enttäuschend verlaufen war, wechselte er zu den St. Louis Browns.
Bei den schwachen Browns war Paige der einzige Lichtblick. Die sehr unterdurchschnittlichen Teamkollegen sorgten für die seltsame Erscheinung, dass Paige in zwei Jahren 15 seiner 29 Spiele gewann, aber die Browns trotzdem über 200 ihrer 280 Spiele verloren. Paige schaffte es aber noch zweimal ins All-Star-Team und war nach Jackie Robinson einer der ersten Schwarzen, die so belohnt wurden. Im Alter von 47 Jahren trat Paige von der MLB zurück, kehrte aber 1965 noch einmal für ein Spiel der Kansas City Athletics zurück. Im Alter von 58 warf Paige noch ein Spiel, erlaubte über vier Innings keinen Punktgewinn, wurde ausgewechselt und von den 9,000 Zuschauern mit standing ovations verabschiedet.
Als Anerkennung für sein Lebenswerk wurde Paige 1971 in die Baseball Hall of Fame aufgenommen. Bis dahin war die HoF ein rein von Weißen bevölkerter Ort gewesen, weil bis 1948 keine Schwarzen in der MLB hatten spielen dürfen. Um dieses historische Unrecht geradezubiegen, wies die MLB die Negro League Committee (d. h. Komitee der Negerligen der USA) an, die vier Spieler der Negro Leagues auszuwählen. Sie sollten eingeführt werden, ohne sich einer Wahl stellen zu müssen. Paige war mit Josh Gibson, Buck Leonard und Monte Irvin einer der vier.

## Privatleben
Paige wurde Anfang des 20. Jahrhunderts als Leroy Robert Page geboren. Sein genaues Geburtsdatum ist umstritten, weil es keine offizielle Geburtsurkunde, sondern nur einen Eintrag aus einer Volkszählung gibt. Als sich seine Mutter scheiden ließ, ließ sie ihren Familiennamen in Paige ändern. Seinen Spitznamen „Satchel“ (dt.: die Tasche) bekam er, weil er als Jugendlicher in den Slums von Mobile beim Diebstahl erwischt wurde. Als Resozialisierungsmaßnahme wurde er zum Baseball geschickt, wo sein Talent schnell erkannt wurde. 1934 heiratete Paige seine Jugendliebe Janet Howard. Sie hatten vier Kinder.
Weil Paige so lange in unterklassigen Ligen spielte, lebte er trotz herausragender sportlicher Leistungen stets an der Armutsgrenze. Selbst als Spieler der MLB änderte sich das kaum, da er als Schwarzer und sehr alter Spieler nur geringes Gehalt bekam.
1959 übernahm er eine Nebenrolle im Western Heiße Grenze (The Wonderful Country) an der Seite von Robert Mitchum.

### Lebensphilosophie
Obwohl er als einer der besten Werfer der Welt galt, durfte Paige als Afroamerikaner erst im Alter von 42 in der MLB spielen. Er weigerte sich aber, sich von den verpassten Chancen zerstören zu lassen, und galt als ausgesprochener Stoiker. Sein Lieblingsspruch war: „Schau nicht zurück — es könnte dir was auf den Fersen sein.“ („And don't look back — something might be gaining on you.“)